# Bellaagh Aladár
Bellaagh Aladár  (Pest, 1853. július 8. – Budapest, 1924. március 10.) középiskolai tanár, irodalomtörténész.

## Élete
Bellaagh József ügyvéd fiaként született. A gimnáziumot ugyanott és Esztergomban végezte, előbb az esztergomi papnevelő intézetnek, azután a budapesti egyetem hittudományi karának volt hallgatója. Majd a középiskolai tanári pályára készült és az egyetem bölcseleti karának nyelvészeti, irodalmi, történeti és filozófiai előadásait hallgatta. 1877-ben középiskolai tanári-oklevelet nyert. Tanított a sümegi községi alreáliskolában, a körmöcbányai állami főreáliskolában és a trencséni királyi katholikus főgymnasiumban; később a körmöcbányai állami főreáliskola tanára volt. Nyugalomba vonulása után, 1905-től Budapesten élt.

## Művei

### Folyóiratcikkek
Irodalomtörténeti, paedagogiai s aesthetikai cikkei a következő lapokban és folyóiratokban jelentek meg: Balaton és Vidéke (1876. A. jegy alatt.), Sümegi reálisk. Értesítője (1876.), Zalai Közlöny (1876.), Magyar Állam (1876. 143. sz.), Kelet Népe (1876. 230. sz. -h-r. jegyek alatt.), Trencséni főgymnasium Értesítője (1879.), Pesti Napló (1880. 1. sz. B. A. jegyek alatt.), Vágvölgyi Lapok (1880, 1882. B. és B. A. jegyek alatt.), Magyar Szemle (1881. -h-r. jegyek a.), Közoktatás (1882-83. -h-r. jegyek a.), Trencséni főgymn. Értesítője (1882.), Hazánk (1884. Kossuth az iró s szóló. Csengerynek Kossuthról való tanulmányának birálata. -h-r jegyek b.), Kormöczbányai főreáliskolai Értesítője (1886. 1890.), Egyetértés (1886. decz. 25. -h-r jegyek a.), Figyelő (1887. -h-r jegyekkel Pázmny Péter. Tanulmány), Bars (1889.), Felvidéki Hiradó (1890.)

### Önállóan megjelent művei, műfordításai
- A magyar hirlapirodalom története. Trencsén, 1877 (kőnyomat)
- A tizenhetedik század franczia drámairodalma. Trencsén, 1877 (kőnyomat)
- Pázmány válogatott egyházi beszédei. Életrajzzal és szótárral. Budapest, 1889 (Jeles Írók Iskolai Tára XXXVI.)
- Káldi válogatott egyházi beszédei. Bevezetéssel s szótárral szerkesztette Bellaagh Aladár (8-r. 302 l.) Budapest, 1891. Franklin-Társ.
- Faludi Ferenc. Nemes urfi. Olaszból forditva. Bevezetéssel, magyarázatokkal és szótárral. Szerkesztette Bellaagh Aladár (8-r. 196 l.) Budapest, 1892. Franklin-Társulat
- Pázmány Kalauzának I. és II. könyve. Bevezetéssel, magyarázatokkal és szótárral szerkesztette Bellaágh Aladár (8-r. 172 l.) Budapest, 1893. (Jeles Írók Iskolai Tára)
- Dugonics András. Az arany perecek. 3. kiadás. Magyarázatokkal és szótárral kiadta Bellaagh Aladár. (368 l.) Budapest, 1898
- Pázmány Péter. Válogatott egyházi beszédei. Bevezetéssel és szótárral. Szerkesztette Bellaagh Aladár (8-r. XX és 204 l.) Budapest, 1899. Franklin-Társulat
- Kempis Tamás. Krisztus követéséről. Fordította Pázmány. Bevezetéssel, magyarázatokkal és szótárral. Szerkesztette Bellaagh Aladár (16-r. 275, XX l.) Budapest, 1901. Lampel R.
- A körmöcbányai katholikus legénybecsület története 1891–1901. (8-r. 40 l.) Körmöcbánya, 1902. Paxner J. és Biron H. könyvny.
- Pázmány Péter válogatott munkái. Szerkesztette Bellaagh Aladár, Budapest, é. n. [1905 k.] (Remekírók Képes Könyvtára)
- Foerster F[rigyes] V[ilmos]. Iskola és jellem. Adalékok az engedelmesség neveléstanához és az iskolai fegyelem átalakításához. Németből a 10. kiad. szerint ford. Bellaagh Aladár. Budapest, 1913. Lampel. 220 l.